# Beloved (novela)
Beloved es una novela publicada en 1987 por la escritora estadounidense Toni Morrison. Ambientada después de la Guerra de Secesión Americana (1861–1865), está inspirada por la historia de una esclava afroamericana, Margaret Garner, quien se escapó de la esclavitud en Kentucky a finales de enero de 1856 huyendo a Ohio, un estado libre. En la novela, la protagonista Sethe es también una esclava que escapa de la esclavitud, yéndose a Cincinnati, Ohio. Tras veintiocho días de libertad, llega la orden de recuperarla a ella y a su hijo, por la Ley de esclavos fugitivos de 1850, que daba a los propietarios de esclavos el derecho a perseguirlos y recuperarlos cruzando las fronteras estatales. Sethe mata a su hija de dos años antes que permitir que la tomaran de nuevo y la llevasen a Sweet Home, la plantación de Kentucky de la que Sethe había huido recientemente. Una mujer que presumía ser su hija, llamada Beloved, regresa años después para perseguir la casa de Sethe en el n.º 124 de Bluestone Road, Cincinnati, Ohio. La historia se abre con una introducción al fantasma: "124 era malicioso. Lleno de veneno de bebé."
La novela ganó el Premio Pulitzer de Ficción en 1988 y fue finalista del National Book Award de 1987. Fue adaptado en 1998 a una película del mismo título protagonizada por Oprah Winfrey. Una encuesta entre New York Times de escritores y críticos literarios la consideraron la mejor obra de ficción estadounidense de 1981 a 2006.
El libro está dedicado a "Sesenta millones y más", a los africanos y a sus descendientes que murieron como resultado del comercio atlántico de esclavos. El epígrafe es Romanos 9:25.

## Resumen de la trama
El libro trata la historia de Sethe y su hija Denver después de su huida de la esclavitud. Su casa en Cincinnati está encantada por un revenant, quien creen que es el fantasma de la hija de Sethe. Debido al fantasma, lo que a veces implica objetos arrojados alrededor de la habitación, la hija pequeña de Sethe, Denver, es tímida, sin amigos, y confinada en casa, y sus hijos, Howard y Buglar, se marcharon de casa a los 13 años de edad. Baby Suggs, la madre de Halle el marido de Sethe, muere en su cama poco después.
Paul D, uno de los esclavos de Sweet Home—la plantación donde Baby Suggs, Sethe, Halle y otros esclavos trabajaron en el pasado- llega a casa de Sethe e intenta traer un sentido de realidad a la casa. Al intentar hacer que la familia olvide el pasado, expulsa al espíritu. Al principio parece tener éxito; incluso consigue que la retraída Denver salga de casa por primera vez en años. Pero al volver, encuentran a una mujer joven sentada al frente de la casa, llamándose a sí misma Beloved. Paul D sospecha y advierte a Sethe, pero ella se siente encantada por la joven y le ignora. Gradualmente, Paul D es expulsado de la casa de Sethe por una presencia sobrenatural.
Cuando le hacen dormir afuera, en una cabaña, Paul D es arrinconado por Beloved. Mientras tienen sexo, su mente se llena de horrendas memorias de su pasado. Dominado por la culpa, Paul D intenta hablarle a Sethe de ello, y en lugar de ello dice que la quiere embarazada. Sethe se muestra entusiasmada, y Paul D resiste a Beloved y su influencia sobre él. Pero cuando le dice a sus amigos en el trabajo sus planes de comenzar una nueva familia, reaccionan con miedo. Stamp Paid revela la razón por la que la comunidad rechaza a Sethe.
Cuando Paul D le pregunta a Sethe por ello, le dice lo ocurrido: después de escapar de Sweet Home y alcanzar a sus niños en la casa de su suegra, a Sethe la encontró su amo, quien intentó reclamarla, a ella y a sus hijos. Sethe cogió a sus hijos, fue al cobertizo de herramientas, e intentó matarlos a todos. Sólo consiguió matar a su hija mayor cortándole el cuello con una sierra. Sethe alega que estaba "intentando poner a sus hijos donde estarían a salvo". La revelación es demasiado para Paul D y se marcha. Sin él el sentido de la realidad y del tiempo avanzando hacia delante desaparecen.
Sethe cree que Beloved es su hija de dos años a la que asesinó, en cuya tumba se lee sólo "Beloved". Sethe empieza a gastar descuidadamente y a mimar a Beloved por la culpa que siente. Beloved se enoja cada vez más y se hace exigente, con pataletas cuando no se sale con la suya. La presencia de Beloved consume la vida de Sethe hasta el punto en que se encuentra vacía y sacrifica su propia necesidad por la comida, mientras que Beloved se hace cada vez más grande.
En el clímax de la novela, la hija menor Denver busca ayuda en la comunidad negra, y algunas de las mujeres del pueblo llegan a la casa para hacer un exorcismo a Beloved. Al mismo tiempo, aparece un hombre blanco, el mismo que ayudó a la madre de Halle, Baby Suggs, ofreciéndole la casa como un lugar en el que estar después de que Halle la comprase de su propietario. Ha venido por Denver, quien le pidió un trabajo, pero Denver no ha compartido esta información con Sethe. Sin ser consciente de la situación, Sethe ataca al hombre blanco con un picahielos y las mujeres del pueblo la detienen. Mientras Sethe está confusa y tiene un recuerdo de su amo viniendo de nuevo, Beloved desaparece. La novela se resuelve con Denver convirtiéndose en un miembro trabajador de la comunidad y con Paul D volviendo a Sethe y declarándole su amor.

## Temas principales

### Maternidad
Los lazos maternos entre Sethe y sus hijos inhiben su propia individualización e impiden el desarrollo de su ser. Sethe desarrolla una peligrosa pasión maternal que da como resultado el asesinato de una de sus hijas, su propio "mejor ser", y el extrañamiento de la hija superviviente respecto a la comunidad negra, ambas en un intento de salvar su "fantasía del futuro", sus hijos, de una vida de esclavitud. Sin embargo, Sethe es incapaz de reconocer la necesidad de Denver de interactuar con esta comunidad para entrar en la madurez como mujer. Denver finalmente logra, al final de la novela, establecer su propio yo y embarcarse en su individualización con la ayuda de Beloved. A diferencia de Denver, Sethe sólo se individualiza tras el exorcismo de Beloved, momento en el que Sethe puede aceptar plenamente la primera relación que es totalmente "para ella", su relación con Paul D. Esta relación alivia a Sethe de la progresiva destrucción de su yo que era el resultado de los lazos maternales controlando su vida.
Beloved y Sethe están emocionalmente dañadas como resultado de la previa esclavitud de Sethe. La esclavitud crea una situación en la que una madre es separada de su hijo, lo que tiene consecuencias devastadoras para ambas partes. Más aún, la más temprana necesidad que tiene un niño se relaciona con la madre: el niño necesita leche de la madre. Sethe está traumatizada por la experiencia de que le robaran su leche porque esto significaba que no podía formar un lazo simbólico entre ella y su hija.

### Impacto psicológico de la esclavitud
Debido a las experiencias de esclavitud, la mayor parte de los esclavos reprimieron estas memorias en un intento de olvidar el pasado. Esta represión y disociación del pasado causa una fragmentación del yo y una pérdida de la verdadera identidad. Sethe, Paul D. y Denver, todo ellos, experimentan esta pérdida del yo, que sólo podría remediarse por la aceptación del pasado y la memoria de sus identidades originales. Beloved sirve para recordar a estos personajes de sus recuerdos reprimidos, con el tiempo causando la reintegración de sus yoes.
La esclavitud divide a una persona en una figura fragmentaria. La identidad, formada por recuerdos dolorosos y un pasado del que no se puede hablar, se niega y se mantiene a distancia, se convierte en un "yo que no es un yo". Para curar y humanizarse, uno debe constituirse en un idioma, reorganizando los dolorosos eventos y recontar las memorias dolorosas. Como resultado del sufrimiento, el "yo" se convierte en sujeto de una práctica violenta de hacer y deshacer, una vez que el público reconoce que es real. Sethe, Paul D, y Baby Suggs que no lograrlo, son incapaces de rehacer sus egos intentando mantener su pasado a distancia. El "yo" se encuentra en una palabra, definido por otros. El poder reside en la audiencia, o más precisamente, en la palabra – una vez que la palabra cambia, lo hace la identidad. Todos los personajes en Beloved se enfrentan al desafío de un yo inacabado, compuesto de sus "re-memorias" y definidos por percepciones y el idioma. La barrera que les impiden hacer del yo es el deseo de un "pasado sin complicaciones" y el temor de que el recuerdo los llevará a "un lugar del que no podrán regresar."

## Adaptación al cine
En 1998, la novela fue convertida en película dirigida por Jonathan Demme y producida y protagonizada por Oprah Winfrey.

## Legado
Beloved recibió el Premio Frederic G. Melcher Book, que recibe su nombre de un editor de Publishers Weekly. Al aceptar el premio el 12 de octubre de 1988, Morrison observó que "no hay ningún monumento conmemorativo o placa o corona de laurel o muro o parque o entrada de un rascacielos" que honre la memoria de los seres humanos obligados a la esclavitud y traídos a los Estados Unidos. "No hay ni un pequeño banco junto a la carretera", siguió, "y debido a que no existe semejante sitio (que yo sepa), el libro tiene que hacerlo". Inspirada por sus palabras, la Sociedad Toni Morrison ha empezado ahora a instalar bancos en lugares significativos en la historia de la esclavitud en Estados Unidos. The New York Times señaló el 28 de julio de 2008, que el primer "banco junto a la carretera" fue dedicada el 26 de julio en Sullivan's Island, Carolina del Sur, que sirvió como lugar de entrada de aproximadamente el 40 % de los africanos esclavizados que fueron llevados a Estados Unidos.
Recibió el séptimo premio literario anual del centro Robert F. Kennedy por la justicia y los derechos humanos en 1988, que se entrega al novelista que "más fiel y contundentemente refleja los propósitos de Robert Kennedy - su preocupación por los pobres y los que carecen de poder, su lucha por la justicia honesta y equitativa, su convicción de que una sociedad decente debe asegurar a todos los jóvenes una oportunidad, y su fé en que una democracia libre puede actuar como remedio a las desigualdades de poder y oportunidad."

### Recepción crítica
La publicación de Beloved en 1987 dio como resultado un gran aplauso de la crítica para Morrison. Aunque nominado para el National Book Award, no ganó, y cuarenta y ocho escritores y críticos afroamericanos firmaron una carta de protesta, que fue publicada en The New York Times. Aun así, Beloved recibió el premio Pulitzer de ficción en 1988, así como premio de Robert F. Kennedy Memorial, el premio literario Melcher, el premio de la Fundación Lyndhurst, y el premio Elmer Holmes Bobst. A pesar de su popularidad y estatus como una de las novelas más logradas de Morrison, Beloved nunca ha sido considerada universalmente como un éxito. Algunos críticos han evituperado la novela por lo que consideran su excesivo sentimentalismo y una representación sensacionalista de los horrores de la esclavitud, incluyendo su caracterización del comercio de esclavos como un genocidio tipo Holocausto. Otros, aunque están de acuerdo en que Beloved resulta a veces pomposa, han alabado la novela como un profundo y extraordinario acto de imaginación. Señalando las dimensiones míticas de la obra y su foco político, estos comentaristas han tratado la novela como una exploración de la familia, el trauma, y la represión de la memoria así como un intento de restaurar el documento histórico y de dar voz a la memoria colectiva de los afroamericanos. De hecho, los críticos y la propia Morrison han indicado que el controvertido epitafio de Beloved, "sesenta millones y más", está tomado de una serie de estudios sobre el comercio de esclavos africanos que estiman que aproximadamente la mitad de la "carga" de cada barco se malograba camino a América. Los estudiosos han debatido, además, la naturaleza del personaje de Beloved, discutiendo si ella es un fantasma o una persona real. Numerosas críticas, asumiendo que Beloved era una encarnación sobrenatural de la hija de Sethe, han señalado posteriormente la decepcionante Beloved como una historia de fantasmas poco convincente y confusa. Elizabeth E. House, sin embargo, ha señalado que Beloved no es un fantasma, y que la novela es, en realidad la historia de dos probables casos de identidad equivocada. Beloved está acechada por la pérdida de sus padres africanos y así pasa a creer que Sethe es su madre. Sethe anhela a su hija muerta y se convence fácilmente de que Beloved es la hija que perdió. Esta interpretación, señala House, aclara muchos aspectos problemáticos de la novela y enfatiza la preocupación de Morrison por los lazos de familia.
Desde finales de los años 1970, se ha producido de hecho un fuerte foco en la representación de Morrison de la experiencia e historia afroamericanas. La idea de que escribir actúa como un medio para curar o recobrarse es un elemento común en muchos de estos estudios. Timothy Powell, por ejemplo, argumenta que la recuperación de Morrison de un logos negro reescribe la negritud como "afirmación, presencia, y lo bueno", mientras que Theodore O. Mason, Jr., sugiere que las historias de Morrison unen a las comunidades. Muchos críticos exploran la memoria, o lo que la Sethe de Beloved llama "rememoria", a la luz de esto. Susan Bowers incluye a Morrison en una "larga tradición de escritura apocalíptica afroamericana" que mira al pasado "desvelando" los horrores del pasado para "transformarlos". Varios críticos han interpretado las representaciones de Morrison del trauma y la memoria a través de una estructura psicoanalítica. Ashraf H. A. Rushdy explora cómo las "escenas primigenias" en las novelas de Morrison son "una oportunidad y la voluntad efectiva para el auto-descubrimiento a través de la memoria" y "rememoria". Como argumenta Jill Matus, sin embargo, las representsciones de Morrison del trauma "nunca son simplemente curativas": al alzar los fantasmas del pasado para hacerlos desaparecer o conmemorarlos, los textos potencialmente "provocan a los lectores la experiencia vicaria del trauma y actúa como medios de transmisión".
La reacción de Ann Snitow a Beloved ilustra claramente cómo la crítica a Morrison comenzó a evolucionar y moverse hacia nuevos modos de interpretación. En su crítica de 1987 de Beloved, Snitow arguye que Beloved, el fantasma en el centro de la narrativa, es "demasiado ligero" y "superficial", haciendo que toda la novela "sofocante". Snitow cambió su posición después de leer críticas que interpretaban Beloved de manera diferente, viendo algo más complicado y cargado que un fantasma literal, algo que requería diferentes formas de expresión creativa e interpretación crítica. Los conflictos enfrentados aquí son ideológicos al mismo tiempo que críticos: afectan a la definición y evaluación de la literatura estadounidense y afroamericana, la relación entre el arte y la política, y la tensión entre el reconocimiento y la apropiación.
Al definir los textos de Morrison como literatura afroamericana los críticos se han vuelto más atentos al contexto histórico y social y a la manera en la que la ficción de Morrison se implica con lugares específicos y momentos en el tiempo. Como observa Jennings, muchas de las novelas de Morrison se sitúan en comunidades negras aisladas donde las prácticas africanas y sistemas de creencias no están marginados por una cultura blanca dominante pero que más bien permanecen fuerzas activas, aunque quizás subconscientes, que forman la comunidad. Matus comenta que las novelas posteriores de Morrison "se han centrado aún más en específicos momentos históricos"; "a través de su compromiso con la historia de la esclavitud y el Harlem de principios del silo XX, [ellos] han imaginado y conmemorado aspectos de la historia negra que se ha olvidado o se recuerda de manera inadecuada".